# Nothing Is Impossible (álbum de Planetshakers Kids)
Nothing Is Impossible, es el primer álbum de alabanza y adoración para niños de la Iglesia Planetshakers. Planetshakers a través de sus redes sociales anunció el lanzamiento de su primer álbum para niños el 19 de noviembre de 2013. Nothing Is Impossible fue lanzado por Planetshakers Ministries International, Crossroad y el sello Integrity Music.

## Obra de arte
Paul Orton, diseñador de portadas, artista creativo y Pastor de niños de la Iglesia Planetshakers en Melbourne, compartió la obra de arte del álbum de Planetshakers Kids en sus redes sociales. La portada final del álbum es una fotografía de un niño parado sobre el hielo mirando hacia el cielo despejado junto a una bandera morada. Orton también compartió la obra de arte del álbum Nothing Is Impossible en su blog.

## Recepción de la crítica
Marc Daniel Rivera, al otorgarle al álbum una calificación de 4.6 estrellas de Kristiya Know, dice: "En general, este disco, con sus canciones, lecturas de las escrituras y oraciones, les brinda a los niños una oportunidad única de adorar a Dios mientras impresiona en sus corazones el hambre de adoración y por más de Jesús a pesar de su edad ". Un editor de personal en Amazon.com le dio al álbum una crítica relativamente positiva, escribiendo: "La música de Planetshakers Kids proporciona música centrada en Cristo, positiva y edificante para toda la familia. Es música que cualquier niño cristiano querría regalar a sus amigos porque es tan genial como lo que podrían escuchar en la radio o la televisión".

## Premios y reconocimientos
En el 2014, el álbum Nothing Is Impossible fue nominado para un Premio Dove en la categoría: "Álbum de música infantil del año" en la 45ava entrega anual de los premios GMA Dove.

## Lista de canciones
| No.             | Título                                  | Escritor(es)                             | Duración |
| --------------- | --------------------------------------- | ---------------------------------------- | -------- |
| 1.              | "Intro"                                 |                                          | 0:30     |
| 2.              | "Nothing Is Impossible"                 | Joth Hunt                                | 3:47     |
| 3.              | "Psalm 100:4 & 5 (NIV) & Prayer"        |                                          | 0:19     |
| 4.              | "This Is The Day"                       | Andy Harrison / Joth Hunt / B.J. Pridham | 2:57     |
| 5.              | "You Are Good"                          | Joth Hunt                                | 2:50     |
| 6.              | "Put Your Hands Up"                     | Joth Hunt                                | 2:49     |
| 7.              | "Acts 2:24 (NIV) & Prayer"              |                                          | 0:19     |
| 8.              | "The Anthem"                            | Joth Hunt / Henry Seeley / Liz Webber    | 3:44     |
| 9.              | "Healer"                                | Michael Guglielmucci                     | 4:46     |
| 10.             | "Let Praise Awaken"                     | Andy Harrison / Joth Hunt                | 3:27     |
| 11.             | "Get Up"                                | Andy Harrison / Joth Hunt                | 3:02     |
| 12.             | "Limitless"                             | Joth Hunt                                | 3:15     |
| 13.             | "I Call You Jesus"                      | Israel Houghton / Joth Hunt              | 4:03     |
| 14.             | "We Cry Out"                            | Sam Evans / Joth Hunt                    | 4:38     |
| 15.             | "Lamentations 3:22 & 23 (NLT) & Prayer" |                                          | 0:20     |
| 16.             | "Great Is Your Love"                    | Joth Hunt / B.J. Pridham                 | 4:44     |
| Duración Total: | Duración Total:                         | Duración Total:                          | 45:00    |

## Créditos
Vocalistas
- Jonathan Hunt
- Chelsi Nikkerud
- Aimee Evans

Vocalistas del coro de niños
- Beverly Carter
- Taylor Carter
- Savannah Schrieber
- Emily Eisa
- Marissa Eisa
- Matthew Daniel
- Kenneth Eakins
- David Anleu
- Chris Beadle
- Gerald Hornbuckle
- Celia Kate Mellett
- Preston Beard
- María Flores
- Katie Allin
- Hannah Johnson
- Jonathan Brown
- Neema Andrews
- Joel Mangosteen
- Kayla Culbreath
- Jude Beard
- Gabriella Quintanilla
- Makayla Tubbs
- Celeste Chapa
- Julián Chapa
- Haler Bringham
- Jonathan Martínez
- Mahely Martínez
- Lia Doherty
- Seattle Nilsson
- Victoria Marin
- Aiden Mellett
- Gracie Mellett
- Abel George
- Aída George
- Abigail Savage
- Caleb Savage
- Sela Thiessen
- Colin Mellet
- Addison Hurst
- Aubrey Hurst
- Christian Thiessen
- Gracen Beard
- Emily Martiniez
- Seanie B Mellett

Oraciones
- Jenibelle Font
- Nemue Hernández
- Sole Lugo Carrillo
- Grace Estefanía Gutarra
- Avril Marie Mejía
- Estefanía Fernández Acosta
- Gabriel Emilo Figueroa
- Lyangie Fontanet Zayas
- Raquel Méndez
- Jesús David Gil
- Paola Burgos
- Sole Lugo

Oraciones y lecturas bíblicas
- Thaddeus Owl
- Emilie Hughes
- Evans Hughes
- Amy Ferguson
- Jodeci Tofete
- Rachel Kunnumpurath
- Eliah Chekole

A&R
- Joshua Brown
- Steve Merkel

Desarrollo del artista
- Craig Dunnagan

Mezcla
- Ainslie Grosser en Experientia Studio, Franklin, Tennessee
- Joth Hunt, mezcló la canción (We Cry Out) en Planetshakers Studios, Melbourne Australia

Masterización
- Dan Snike en masterización de volumen y tono

Programación
- Josh Ham
- Joth Hunt

Guitarras y teclados
- Joth Hunt
- Josh Ham

Obra de arte  (diseño de portada)
- Paul Orton

Coordinadora de producción
- Beca Nicholson

Productores vocales de coro de niños
- Michael Mellet
- Aimee Beard

Ingenieros de grabación de coros de niños
- BK "chizzle" Beard
- Casey "sunshine" Graham

Productor vocal
- Steve Merkel

Productores
- Joth Hunt
- Josh Ham

Productores ejecutivos
- Russell & Sam Evans
- C. Ryan Dunham